# Onthophagus nasutus
Onthophagus nasutus é uma espécie de inseto do género Onthophagus, família Scarabaeidae, ordem Coleoptera.

## História
Foi descrita cientificamente por Guérin-Méneville em 1855.